# Paul Dirac
Pour les articles homonymes, voir Dirac.
Paul Adrien Maurice Dirac (né le 8 août 1902 à Bristol, Angleterre et mort le  20 octobre 1984 à Tallahassee, Floride, États-Unis) est un mathématicien et physicien britannique. Il est l'un des « pères » de la mécanique quantique et a prévu l'existence de l'antimatière. Il est colauréat avec Erwin Schrödinger du prix Nobel de physique de 1933 « pour la découverte de formes nouvelles et utiles de la théorie atomique ».

## Biographie
Son père, Charles Adrien Ladislas Dirac, est originaire de Saint-Maurice, dans le canton du Valais (Suisse). Il s'établit à Bristol comme enseignant de français et se marie avec Florence Hannah Holten avec qui il a trois enfants : Reginald Charles Félix (grand frère), Béatrice Isabelle Marguerite (petite sœur) et Paul (le cadet).
À l'école primaire de sa ville natale, Paul montre des qualités exceptionnelles en mathématiques. À 12 ans, il entre à l’école secondaire, où enseigne son père. Commence alors la Première Guerre mondiale qui influence la carrière de Paul, car depuis l'ancienne école jusqu’au service militaire, les jeunes garçons ont plus facilement accès à la science et aux laboratoires.
Au collège technique, il est initié très jeune aux mathématiques, à la physique et à la chimie. Il étudie les mathématiques dans des livres en avance sur les programmes des classes qu’il fréquente. Cette avance est d'une grande aide en dernière année de collège. Il étudie ensuite les mathématiques à l'université de sa ville natale et entre en 1923 à l'université de Cambridge, où il a pour superviseur Ralph Fowler. En 1925, il rencontre Niels Bohr, puis Werner Heisenberg. Dans les six mois suivant son arrivée à Cambridge, il publie deux documents en mécanique statistique et en physique quantique des atomes. En mai 1924, Dirac termine son premier document traitant des problèmes quantiques et en achève quatre autres en novembre 1925. Durant sa période de thèse, son frère Félix se suicide.
En 1926, il constate que le principe d'incertitude d'Heisenberg est une conséquence de la non-commutativité des opérateurs de la mécanique quantique, il démontre l'équivalence physique de la mécanique ondulatoire et de la mécanique matricielle. Il réalise l'analogie avec les crochets de Poisson dans la mécanique hamiltonienne.
Selon le biographe Graham Farmelo, Paul Dirac aurait vécu avec le syndrome d'Asperger.

## Théorie
Il formule aussi une théorie quantique mathématiquement cohérente en assemblant les idées de Schrödinger et Heisenberg. Il propose et étudie le concept de monopôle magnétique, une particule jamais observée jusqu'à aujourd'hui (2024), comme moyen d'apporter encore davantage de symétrie aux équations de Maxwell. Dirac a publié onze articles dans la presse avant de soutenir sa thèse de doctorat. Après sa thèse, il part travailler avec Bohr à Copenhague. Il rejoint Göttingen en 1927. En septembre, il est invité au cinquième congrès Solvay où il rencontre Albert Einstein.
En 1927, il publie des résultats sur la distribution statistique des fermions conduisant à la statistique de Fermi-Dirac.
En 1928, il déduit du travail de Pauli sur un système de spins non relativiste une équation relativiste décrivant l'électron, et contenant en soi le spin. Elle est appelée aujourd'hui équation de Dirac. Cela permet à Dirac de prédire en 1931 l'existence d'une particule appelée positon, l'antiparticule de l'électron. Il faut attendre 1932 pour qu'Anderson et Patrick Blackett observent cette particule.
Dans Les Principes de la mécanique quantique, publié en anglais en 1930, il utilise l'algèbre des opérateurs linéaires comme une généralisation des théories de Heisenberg et de Schrödinger. Il introduit ainsi la notation bra-ket, pour laquelle {\displaystyle \left|\psi \right\rangle } est un vecteur d'état dans l'espace des états du système, et {\displaystyle \left\langle \psi \right|} un vecteur de l'espace dual correspondant.
Il partage le prix Nobel de physique en 1933 avec Erwin Schrödinger pour « la découverte de formes nouvelles et utiles de la théorie atomique ». Cette même année, il publie un document sur le lagrangien en mécanique quantique qui inspire Richard Feynman. Il se marie une année plus tard avec Margit Wigner (1904-2002), la sœur du physicien Eugene Wigner, avec qui il a deux filles ; il adopte les deux enfants de Margit issus d’un précédent mariage, dont Gabriel Andrew Dirac qui devient mathématicien.
Dirac occupe la chaire de professeur lucasien de mathématiques de l'université de Cambridge de 1932 à 1969 et est professeur de premier cycle à l'université de Bristol. Il est lauréat de la Royal Medal en 1939 et de la médaille Copley en 1952. En 1970, il rejoint l'université de Floride et s'installe à Tallahassee où il meurt 14 années plus tard.
Pour les besoins du formalisme quantique, Dirac a introduit ce qu'on appelle aujourd'hui la « distribution de Dirac » (ou bien « impulsion de Dirac », « masse de Dirac » ou « fonction delta de Dirac »), notée {\displaystyle \delta }. Cette impulsion représente un signal de durée théoriquement nulle mais d'amplitude infinie, et doit vérifier la condition {\displaystyle \int _{-\infty }^{+\infty }\delta (t)\ dt\ =\ 1}. Ce concept d'impulsion n'avait pas de fondement mathématique précis : en particulier, il ne pouvait pas s'agir d'une fonction ordinaire, car une fonction qui est nulle presque partout possède une intégrale identiquement nulle, d'après la théorie de l'intégration de Lebesgue. Le mathématicien Laurent Schwartz a inventé l'outillage adéquat pour décrire rigoureusement ce genre d'objets, la théorie des distributions. Communément, on dit d'une mesure qu'elle est de Dirac si toute la densité est concentrée en un point unique. Pour Dirac, seule la beauté mathématique de la théorie prime. Il n’a donc pas été très influencé par les résultats expérimentaux. Il a écrit un manuel sur la mécanique quantique et un ouvrage de relativité générale.

## Considérations religieuses
(février 2018).
Heisenberg se rappelle une conversation entre des jeunes participants au Congrès Solvay de 1927 à propos des points de vue d'Einstein et de Planck sur la religion entre Wolfgang Pauli, Heisenberg et Dirac. La contribution de Dirac était une critique des fins politiques de la religion, qui fut bien appréciée par Bohr pour sa lucidité quand Heisenberg la lui rapporta plus tard. Entre autres choses, Dirac a dit :

« Je ne comprends pas pourquoi nous perdons du temps à parler de la religion. Si nous étions honnêtes — et les scientifiques se doivent de l'être — nous devrions alors admettre que la religion est un fatras d'assertions inexactes, qui ne reposent sur aucune base dans la réalité. L'idée même de Dieu est un produit de l'imagination humaine. Il est tout à fait compréhensible pourquoi des personnes primitives, qui étaient bien plus exposées aux forces écrasantes de la nature que nous le sommes aujourd'hui, avaient dû personnifier ces forces en peur et tremblement. Mais de nos jours, puisque nous comprenons tant de processus naturels, nous n'avons pas besoin de ces solutions. Je ne vois absolument pas en quoi le postulat d'un Dieu tout-puissant nous aide en quoi que ce soit. Ce que je vois c'est que cette hypothèse mène à de tels questionnements stériles comme pourquoi Dieu permet autant de misère et d'injustice, l'exploitation des pauvres par les riches et toutes les autres horreurs qu'Il aurait pu empêcher. Si la religion est toujours enseignée, ce n'est pas du tout parce que ses idées nous convainquent encore, mais simplement parce que certains parmi nous veulent garder la classe populaire en silence. Des gens silencieux sont bien plus faciles à gouverner que les vociférants et insatisfaits. Ils sont aussi plus facilement exploitables. La religion est une sorte d'opium qui permet à une nation de se bercer elle-même de doux rêves et à oublier les injustices qui sont perpétrées contre les gens. D'où l'alliance rapprochée de ces deux grandes forces politiques, l'État et l'Église. Les deux ont besoin de l'illusion qu'un gentil Dieu récompense, au paradis si ce n'est sur Terre, tous ceux qui ne se sont pas levés contre les injustices, qui ont accompli leur devoir silencieusement et sans plaintes. C'est précisément pourquoi l'honnête assertion qui veut que Dieu est un simple produit de l'imagination humaine est marqué comme le pire des péchés mortels. »

L'opinion d'Heisenberg était tolérante. Pauli, qui était élevé en tant que catholique, reste silencieux après ses premières remarques, mais finalement lorsqu'on lui demanda son opinion, dit : « Eh bien, notre ami Dirac a une religion et son credo est : Il n'y a pas de Dieu et Dirac est son prophète ». Tout le monde éclate alors de rire, y compris Dirac,.
Plus tard dans sa vie, l'opinion de Dirac à propos de l'idée de Dieu était moins mordante. Dirac écrit dans un article de la revue Scientific American en mai 1963 :

« Il semble que c'est une des caractéristiques fondamentales de la nature que les lois physiques fondamentales soient décrites en tant que théorie mathématique de grande beauté et puissance, ayant besoin d'un niveau assez élevé de mathématiques pour les comprendre. Vous pourriez vous demander : pourquoi la nature est bâtie de cette façon ? Nous pouvons seulement répondre que notre savoir actuel semble indiquer que la nature est bâtie ainsi. Nous avons tout simplement à l'accepter. On pourrait peut-être décrire la situation en disant que Dieu est un mathématicien de premier ordre, et qu'Il a utilisé des mathématiques très avancées pour construire l'univers. Nos faibles entreprises en mathématiques nous permettent de comprendre un peu l'univers, et au fur et à mesure que nous développons des mathématiques supérieures, nous pouvons espérer mieux comprendre l'univers. »

En 1971, lors d'un congrès, Dirac fait part de son opinion sur la question de l'existence de Dieu. Dirac explique que l'existence de Dieu pouvait seulement être justifiée si un événement très peu probable avait eu lieu par le passé :

« Il se peut que le commencement de la vie soit extrêmement difficile. Il se peut que cela soit si difficile que cela s'est produit seulement une fois parmi toutes les planètes existantes. Supposons, comme une conjecture, que les chances que la vie émerge en présence des conditions physiques adéquates est de 10−100. Je n'ai aucune raison logique de proposer ce chiffre. Je veux simplement le considérer comme une possibilité. Sous ces conditions... il est quasiment certain que la vie ne serait pas apparue... Et je sens que, sous ces conditions, il serait nécessaire de supposer l'existence d'un dieu pour déclencher la vie. Je voudrais alors établir cette connexion entre l'existence d'un dieu et les lois physiques: si les lois physiques sont telles que le démarrage de la vie implique une chance excessivement basse, de sorte que ce ne serait pas raisonnable de supposer que la vie aurait commencé seulement par chance aveugle, alors il doit y avoir un dieu, et un tel dieu montrerait probablement son influence dans les sauts quantiques qui se déroulent plus tard. Par contre, si la vie peut émerger facilement et n'a pas besoin d'influence divine, alors je dirais qu'il n'y a pas de dieu." »

Dirac ne s'est engagé à aucun point de vue précis, mais il a décrit d'une manière scientifique les réponses possibles à la question de l'existence de Dieu.

## Œuvres
- Paul Dirac (trad. de l'anglais), Les Principes de la mécanique quantique [« The Principles of Quantum Mechanics »], Lausanne, Presses Polytechniques et Universitaires Romandes, 2009, 299 p. (ISBN 978-2-88074-800-5, OCLC 695691148). Traduction de la dernière édition (c'est-à-dire la quatrième édition de 1958 dans sa version révisée de 1967). Cet ouvrage est l'aboutissement de 37 ans de perfectionnements depuis sa première version de 1930.
- (en) Paul Dirac, General Theory of Relativity, John Wiley (1re éd. 1975) Réédité par Princeton University Press (1996)  (ISBN 0-691-01146-X). Courte introduction à la théorie de la relativité générale basée sur un cours donné par l'auteur à l'Université de Tallahassee en Floride.

## Hommage
- L'astéroïde (5997) Dirac a été nommé en son honneur.

#### Bases de données et dictionnaires
- Ressources relatives à la recherche :   - La France savante
  - INSPIRE-HEP
  - Mathematics Genealogy Project
  - Scopus
- Ressource relative à l'astronomie :   - Biographical Encyclopedia of Astronomers
- Ressource relative à la santé :   - Bibliothèque interuniversitaire de santé
- Ressource relative aux beaux-arts :   - National Portrait Gallery
- Ressource relative à la musique :   - MusicBrainz
- Notices dans des dictionnaires ou encyclopédies généralistes :   - Britannica
  - Brockhaus
  - Den Store Danske Encyklopædi
  - Deutsche Biographie
  - Enciclopedia italiana
  - Enciclopedia De Agostini
  - Gran Enciclopèdia Catalana
  - Hrvatska Enciklopedija
  - Internetowa encyklopedia PWN
  - Larousse
  - Nationalencyklopedin
  - Munzinger
  - Oxford Dictionary of National Biography
  - Proleksis enciklopedija
  - Store norske leksikon
  - Treccani
  - Universalis
- Notices d'autorité :   - VIAF
  - ISNI
  - BnF (données)
  - IdRef
  - LCCN
  - GND
  - Italie
  - Japon
  - CiNii
  - Espagne
  - Pays-Bas
  - Pologne
  - Israël
  - NUKAT
  - Catalogne
  - Suède
  - Vatican
  - Australie